# Operativo Conjunto Sinaloa
El Operativo Conjunto Sinaloa, también llamado Operativo Culiacán-Navolato, fue una operación antidrogas que entró en vigor el 14 de mayo de 2008, con el envió de efectivos militares y federales, incluidas fuerzas especiales para tratar de desarticular a los cárteles de los Beltrán Leyva, de Sinaloa y Los Zetas, los cuales estaban disputándose el control del estado. El propósito de la operación era el debilitamiento de los cárteles de la droga que históricamente han operado en el estado de Sinaloa

## Antecedentes
El gobierno del presidente Felipe Calderón ordenó operaciones masivas contra los cárteles de la droga al asumir el cargo en diciembre de 2006, en respuesta a una ola de violencia cada vez más cruenta en su estado natal, Michoacán. La decisión de intensificar las operaciones antidrogas ha generado un conflicto continuo entre el gobierno federal y los cárteles mexicanos. Sinaloa es la sede del Cártel de Sinaloa y el Cártel de los Beltrán Leyva, quienes se encuentran en guerra desde su ruptura en 2008 debido al arresto de Alfredo Beltrán Leyva (alias El Mochomo, "La Hormiga del Desierto") el 20 de enero de 2008. El arresto de Beltrán Leyva fue un gran golpe para el Cártel de Sinaloa, ya que supuestamente supervisaba operaciones de contrabando de drogas a gran escala y era encargado de blanquear dinero para el cártel.
En aparente venganza por el arresto de su hermano, Arturo Beltrán Leyva ordenó el asesinato del comisionado de la Policía Federal, Édgar Millán Gómez y otros altos funcionarios federales en la capital mexicana. Un grupo de estos sicarios fue capturado en una casa de la Ciudad de México con docenas de fusiles de asalto, pistolas, lanzagranadas, 30 granadas de mano y chalecos antibalas con la leyenda FEDA (Fuerzas Especiales de Arturo). Al parecer los hermanos Beltrán Leyva culparon a su entonces líder, Joaquín "El Chapo" Guzmán, del arresto de Arturo Beltrán Leyva y ordenaron el asesinato del hijo de "El Chapo".
El hecho de mayor impacto antes del operativo ocurrió el 8 de mayo de 2008, cuando fue asesinado Édgar Guzmán López, hijo de Joaquín Guzmán Loera, el cual fue emboscado junto a sus familiares César Ariel Loera y Arturo Meza Cázares, hijo de Blanca Margarita Cázares, alias “La emperatriz”, quienes también murieron en el ataque. En el sitio cercano a un centro comercial, sicarios pertenecientes a los Beltrán Leyva o al Cártel de Sinaloa (según algunas versiones) emboscaron al vehículo donde viajaban los ocupantes, disparando cerca de quinientos disparos y el uso de lanzagranadas M203. Ese mismo día, cerca de siete cuerpos fueron abandonados en distintas localciones cerca de la comunidad de Villa Juárez, municipio de Navolato, entre ellas un agente de la policía de tránsito de Culiacán, quien había sido secuestrado el mes pasado. Días después el ejército mexicano cateó una propiedad perteneciente al crimen organizado, decomisando. Dos semanas antes del arribo de fuerzas federales, una ola de violencia en el estado dejó cerca de 53 muertos, entre ellos civiles y miembros de las fuerzas policiales.
Durante el actual conflicto entre los remanetes del Cártel de Sinaloa, el 23 de enero del 2025 el cenotafio con forma de cruz perteneciente a Edgar Guzmán López (y ubicado en la misma plaza donde ocurrió el ataque) fue atacado con explosivos dejando gravemente dañado el monumento y dejando solo daños materiales en un vehículo Nissan Versa color azul estacionado.

### Inicio del operativo
El 14 de mayo de 2008 cerca de 3 mil elementos de seguridad, (la mitad de ellos militares) fueron movilizados al estado de Sinaloa en el llamado Operativo Conjunto Culiacán-Navolato, ciudades que han sido escenario de diversos enfrentamientos y hechos delictivos por parte del crimen organizado.
Para julio del mismo año ya se habían registrado 577 muertes en la entidad, entre ellas 68 oficiales las diferentes corporaciones policiacas federales, estatales y municipales, y se decomisaron cerca de 11 millones de dólares y aproximadamente 5 millones de pesos.

## 2008
- 3 de enero: Miembros del ejército y policías mexicanos descubren 252.7 kilos de cocaína dentro de contenedores a bordo de un barco en el puerto de Mazatlán.[24]
- 26 de marzo: Miembros del ejército mexicano abrieron fuego a una camioneta civil que cruzó un retén, esto en la localidad de Los Caballeros, municipio de Badiraguato, donde perdieron la vida cuatro civiles y dos soldados. Este incidente (según las fuerzas de seguridad) comenzó cuando elementos castrenses atacaron al vehículo el cuál se le había ordenado que se detuviera.[25] En abril del mismo año se confirmó que los elementos castrenses fueron llevaran su proceso penal en prisión[26][27][28]
- 30 de abril: Después de un enfrentamiento entre delincuentes y fuerzas policiales en coordinación con el Ejército y la policía estatal, detuvieron en Culiacán, Sinaloa a 12 presuntos sicarios y murieron cerca de 2 sicarios, asegurando más de 10 fusiles AK-47, 2 AR-15, seis pistolas semiautomaticas, granadas, cargadores, cartuchos, ropa táctica y más de 379 mil dólares en efectivo.[29][30] En el mismo mes fue asesinado Atanasio Torres Acosta alías “El Tachio”, (hijo del líder criminal Manuel Torres Félix) fue asesinado y su hermana Alondra Torres de entonces cuatro años fue herida de bala, esto en un ataque en la colonia de Montebello, Culiacán.[31]
- 11 de mayo de 2008: Alfonso Gutiérrez Loera primo de Joaquín "El Chapo" Guzmán Loera y otros 5 narcotraficantes fueron detenidos después de un tiroteo con agentes de la Policía Federal en Culiacán, Sinaloa. Junto con los sospechosos capturados se aseguraron 16 fusiles de asalto, 3 granadas, 102 cargadores y 3,543 cartuchos.[32][33]
- 13 de mayo - El Secretario de Gobernación Juan Camilo Mouriño anuncia el lanzamiento de la Operación Sinaloa con el despliegue de 3,000 efectivos del Ejército y la Policía Federal en Sinaloa.[34][35] Ese día, 300 soldados mexicanos en un convoy de 50 vehículos llegaron a la ciudad de Navolato.[36][37]
- 22 de mayo: En el municipio de Culiacán, Sinaloa, tras una denuncia ciudadana sobre la presencia de hombres armados en una vivienda en la Colonia Guadalupe de Culiacán, tropas mexicanas del 24.º Regimiento de Caballería Motorizada y del 94.º Batallón de Infantería allanaron la vivienda y decomisaron 6 millones de dólares, 13, 831 cartuchos y 16 cargadores pero no se detuvo a ningún sospechoso.[38][39]
- 24 de mayo: Unidades aéreas y terrestres de la Armada de México interceptaron dos embarcaciones pequeñas que transportaban 3 toneladas de marihuana y cerca de 2 kilos de semillas de marihuana en Altata, Sinaloa.[40]
- 27 de mayo: Infantes de Marina de México y la Policía Federal realizaron un cateo en dos casas en Navolato. Personal de la Marina y la Policía descubrió y decomisó tres fusiles de asalto, dos cargadores para fusil y 33 cartuchos. También se aseguraron tres camionetas, en dos de las cuales se encontraron varios paquetes de marihuana.[41]
  - Los cuerpos de cuatro policías entre ellos un comandante fueron encontrados en la localidad de Campo Camarena, Culiacán los cuales habían desaparecido cerca de dos semanas atrás. Los cuerpos presentaban varias heridas de bala y señales de tortura, así como un notable estado de descomposición.[42] Además en el municipio de Choix fueron hallados los cadáveres de dos jóvenes que habían sido secuestrados hacía una semana en la ciudad de Los Mochis, municipio de Ahome.[42][43]
- 28 de mayo: Después de un enfrentamiento de más de cuatro horas son abatidos siete policías federales y un sicario, además de que dos oficiales resultaron heridos y tres casas fueron aseguradas. ocurriendo este grave incidente en la colonia Mazatlán, ubicada en la ciudad de Culiacán.[44][45] Horas después otro enfrentamiento deja como saldo dos delincuentes detenidos (uno de ellos menor de edad), asegurando cerca de diez fusiles, entre ellos siete AK-47, 36 cargadores, 4 cargadores de disco y 25 cajas de cartuchos de 20 unidades cada uno.[46]
- 1 de junio: Una ola de violencia deja cinco personas muertas en toda la entidad durante el primer día del mes.[47]
- 9 de junio: Gracias a un patrullaje marítimo y aéreo, unidades navales mexicanas decomisaron dos embarcaciones ligeras que transportaban 4 toneladas de marihuana.[48] Días después, infantes de Marina incineraron la marihuana decomisada.[49]
- 25 de junio: Una ola de homicidios deja cerca de nueve muertos, dejando un ejecutado en el municipio de Sinaloa, dos en el municipio de Choix ocurrido durante la celebración del Día de San Juan y uno más en otro punto del municipio, uno más en la comunidad de San Javier, Badiraguato y tres policías preventivos locales que fueron emboscados en la localidad de La Ciénega de Casal, [50] municipio de Salvador Alvarado.[51][52] Para el día 23 de junio ya se habían registrado 73 asesinatos en la entidad, solo en el mes de junio.[53]
- 27 de junio: Un convoy de sicarios armados irrumpieron a la comunidad de El Pozo, sindicatura de Imala, Culiacán, desatándose un enfrentamiento entre grupos criminales que dejó como saldo cuatro personas muertas, un menor herido y varias casas incendiadas, provocando la huida de los pobladores del sitio.[54][55]
- 13 de julio: Ocho civiles entre ellos tres menores murieron y seis más resultaron heridas en un ataque ocurrido en un semáforo de la ciudad de Guamúchil. Durante ese fin de semana también se registran otras tres ejecuciones en la ciudad, marcandola como su fin de semana más violento hasta entonces en la ciudad.[3][56][57] Ya en octubre de 2006 se habría registrado una masacre donde sicarios asesinaron a cinco civiles e hirieron a dos personas más.[58]
- 7 de agosto: Es asesinado el hijo del empresario sinaloense Marco Iván del Rincón Jarero, hijo del empresario y connotado político, ex dirigente estatal del Partido Acción Nacional, Jorge del Rincón Bernal.[59] Inicialmente el caso fue ligado al narcotráfico, pero días después se confirmó que el móvil del crimen fue pasional.[60][61]
- 12 de septiembre: Después de dos enfrentamientos, el primero entre dos grupos armados rivales y el segundo contra autoridades en Mazatlán, dejó como saldo tres delincuentes muertos y cuatro detenidos.[62]

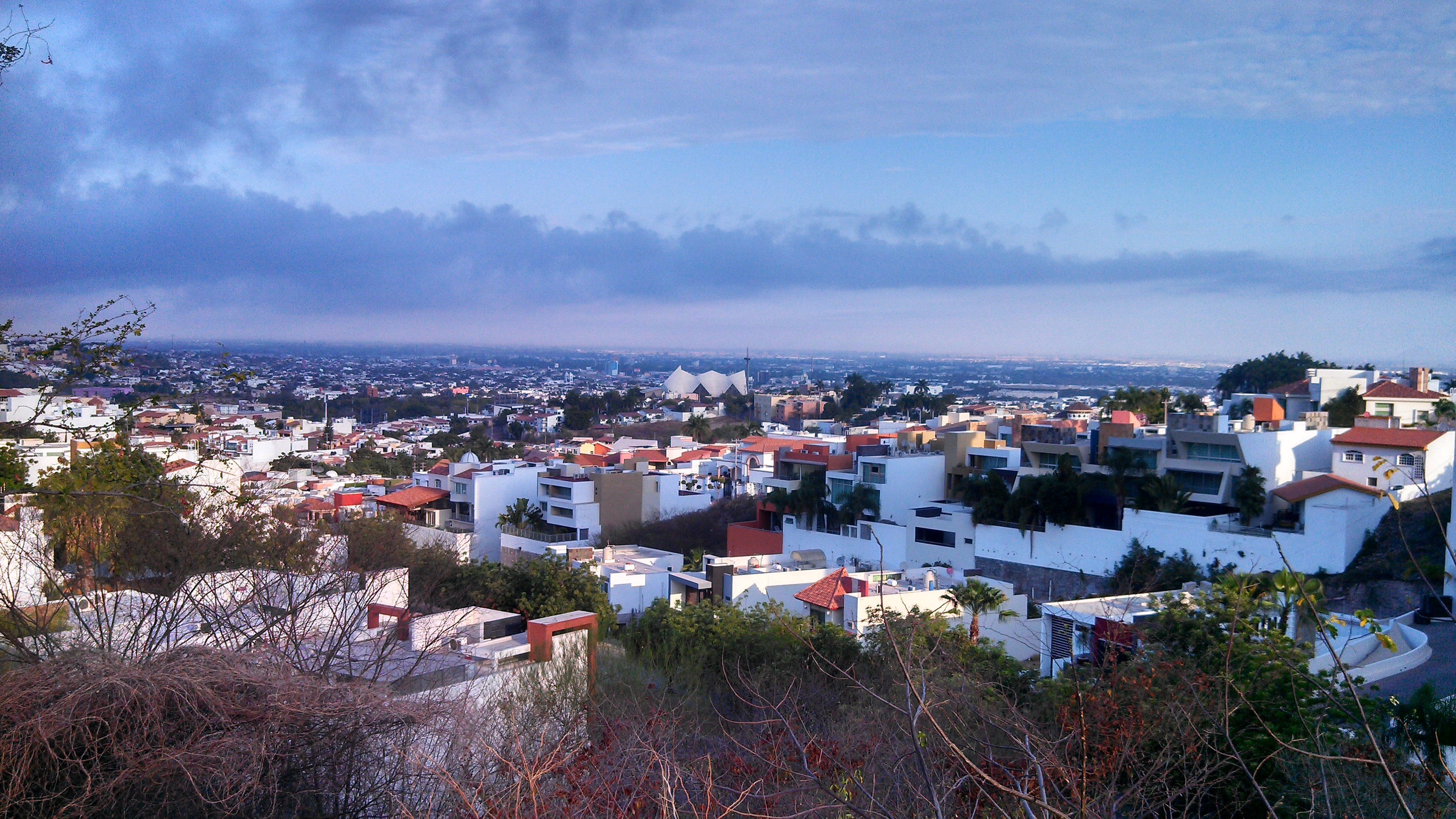
Vista panorámica de la ciudad de Culiacán

- 21 de octubre: Es asesinado a tiros Fabián Rodríguez Parra, oficial mayor del ayuntamiento de Navolato mientras se dirigía a su domicilio en la localidad de Villa Ángel Flores.[63][64]
- 5 de noviembre: Es atacado a tiros el presidente municipal de Navolato, Fernando García, quien resultó herido de la agresión, mientras que dos regidores priístas fallecieron en otro ataque armado en la carretera Navolato-Altata.[65][66]
- 10 de noviembre: Son secuestrados por un comando fuertemente armado cerca de veintisiete jornaleros agrícolas en el campo Las Guajiras, comunidad de Costa Rica, cerca de 20 kilometros de la ciudad de Culiacán.[67][68] Cuatro días después son liberados los jornaleros, siendo señalados por la acción miembros del Cártel de Sinaloa.[69][70]
- 28 de noviembre: Es atacado a balazos Ricardo Serrano Alonso encargado de los penales en Sinaloa, mientras salía de unas oficinas de su propiedad, ubicadas frente al Tecnológico de Culiacán. El ataque solamente dejó daños materiales mientras que el encargado de los penales resultó ileso.[71][72]
- 4 de diciembre: Son hallados trece campesinos muertos en el poblado de Las Bolas, en el municipio de San Ignacio, Sinaloa. El hecho ocurrió en la intersección de la carretera México 15 con un camino vecinal que comunica el poblado de Coyotitán, y los cuerpos estaban en fila al lado de un camión blanco, presentando los cuerpos numerosas heridas de bala.[73][74]
- 10 de diciembre: Al menos diez delincuentes murieron después de un enfrentamiento entre bandas rivales, esto en el municipio de Rosario. El enfrentamiento tomo lugar del puente del río Baluarte en la entrada del municipio, llegando a ser los cuerpos identificados como miembros de células delincuenciales locales.[75][76]

## 2009

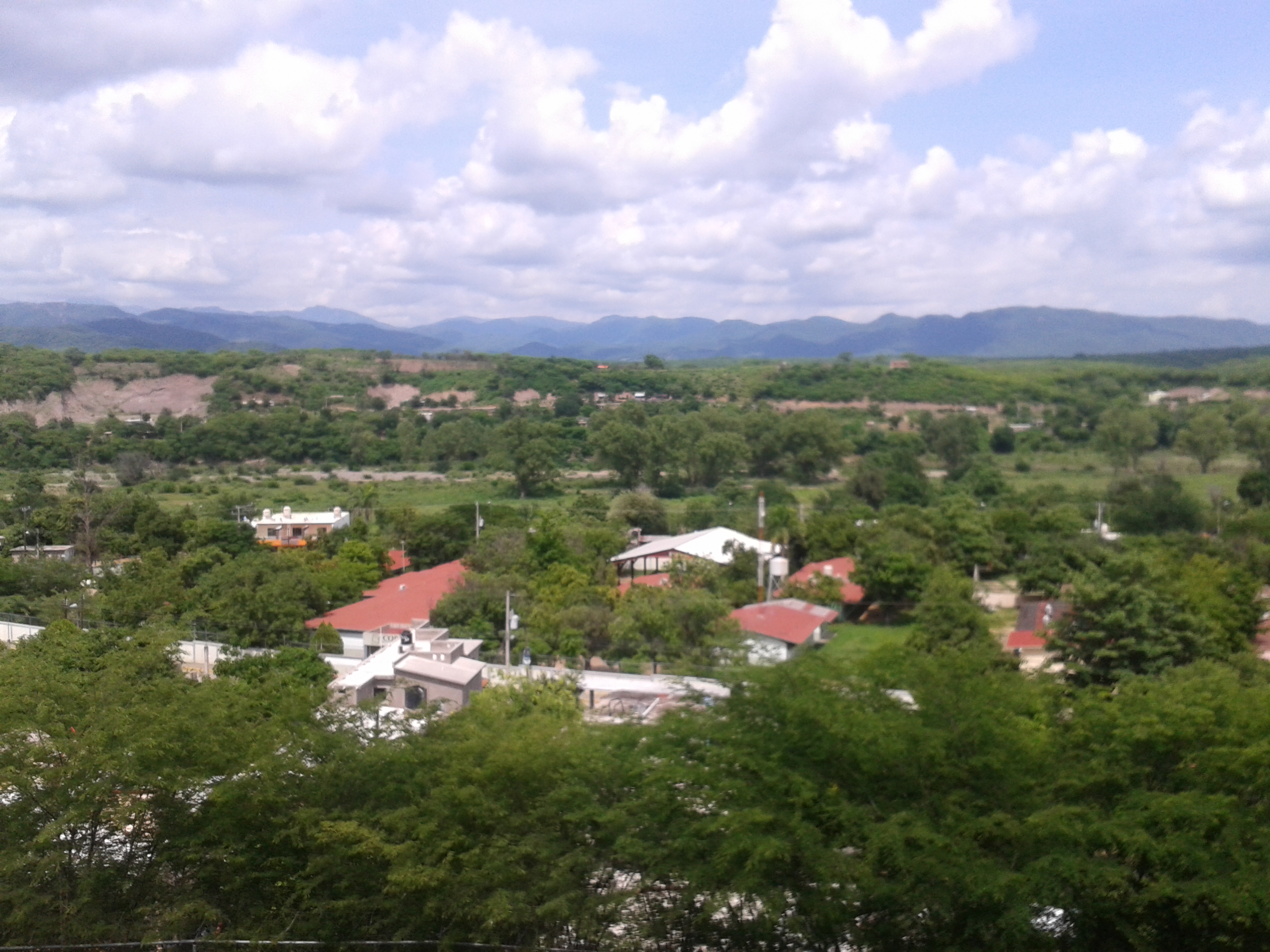
Vista de la cabecera municipal de Badiraguato

- Enero 2009: Se registra cerca de 58 homicidios, siendo el primero un feminicidio ocurrido durante las celebraciones de año nuevo en la localidad de El Potrero de los Bejaranos, en la sindicatura San Javier, Badiraguato.[77]
- 18 de febrero - Infantes de Marina mexicanos descubren 21 gramos de cocaína ocultos en las llantas de una camioneta que fue detenida para inspección en Mazatlán.[78]
- 19 de marzo - El ejército mexicano captura al presunto Cártel de Sinaloa jefe narco Vicente Zambada Niebla, hijo del narcotraficante Ismael Zambada García El Mayo.[79][80]
- 21 de marzo: Una emboscada dejó como saldo de siete supuestos sicarios muertos en un camino que comunica la comunidad de Los Chinos, esto en el municipio de Mocorito, Sinaloa. En el sitio del ataque fueron hallados varios casquillos de bala, así como varios rifles de asalto mientras los cuerpos vestían uniformes y equipo táctico de color negro.[81][82] A principios de mes una ola de violencia había dejado nueve muertos en el estado.[83]
- 2 de abril: Son hallados los cadáveres de dos tenientes militares que realizaban labores de inteligencia en los límites de los municipios de Tepehuanes y Guanaceví. Sobre los cuerpos se encontró un mensaje que decía: "Con El Chapo nunca van a poder, ni sacerdotes, ni gobernantes", haciendo referencia a las labores de seguridad realizadas por el ejército en ambos estados.[84]
- 12 de abril: Personal militar destruyó un plantío de marihuana de más de 11 hectáreas en Sinaloa.[85]
- 12 de junio: Infantes de marina mexicanos localizan y decomisan un laboratorio de drogas con 50 mil litros de efedrina líquida a 46 kilómetros al norte de Culiacán.[86]
- 31 de agosto: Es atacado a balazos en una tienda de conveniencia el activista de Salomón Monárrez Meraz, Secretario de la organización de defensa de los derechos humanos Frente Cívico Sinaloense, en Culiacán, Sinaloa.[87][88] La organización había ganado notoriedad por alzar la voz en abusos por parte de elementos policiales y del ejército durante la ofensiva contra el narcotráfico.[89]
- 12 de octubre: Con la ayuda de un buque de la Armada de Estados Unidos, personal de la Armada Mexicana interceptó el buque "FIONA" en la costa de la Isla Clarión. Se aseguraron 4 personas y 500 kilos de cocaína.[90]

## 2010

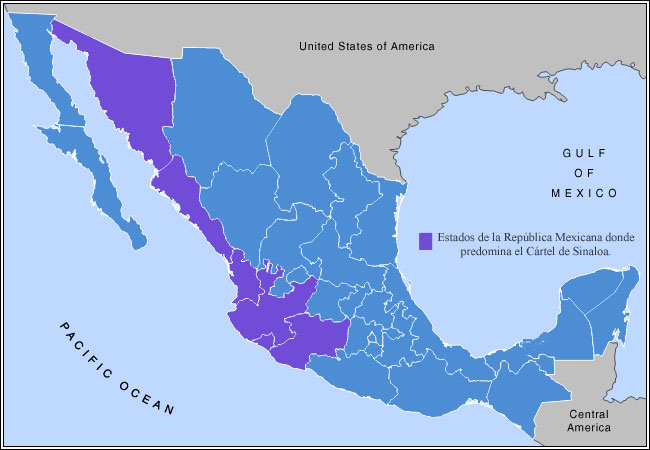
Mapa donde se muestra las zonas de predominio principales del Cártel de Sinaloa

- enero 2010: Durante la primera quincena del año se registraron más de 130 homicidios, el inicio más violento en más de 17 años en la entidad.[91] El evento de mayor gravedad fue el ataque a tiros al cortejo fúnebre de un empresario local, esto en un panteón de Culiacán dejando como saldo dos muertos y un herido.[92]
- 2 de enero: Carlos Beltrán Leyva, hermano de Marcos Arturo Beltrán-Leyva fue detenido por agentes de la Policía Federal en Culiacán, Sinaloa.[93][94]
- 19 de enero: Se reporta un enfrentamiento en el camino que comunica a los poblados serranos de Veranos y El Pichilingue, cerca de 24 kilómetros del centro urbano de Mazatlán,[95][96]
- 13 de marzo: Se registra un ataque a tiros en el ejido Bachoco, del municipio de Navolato, dejando como saldo ocho personas muertas y una más herida.[97]
- 21 de marzo: Seis comuneros perteneciente a la Asociación de Agricultores del Río de Culiacán (AARC) y tres sicarios, fueron asesinados en el fuego cruzado de un enfrentamiento, informaron fuentes de la Procuraduría General de Justicia del Estado (PGJE). Los comuneros miembros del AARC culpan al gobierno federal y estatal por la falta de garantías para hacer valer el estado de derecho y una resolución pacífica para los habitantes de la zona alta del municipio de Mazatlán.[98][99]
- 31 de marzo: En diversos puntos de Culiacán, efectivos de la Novena Zona Militar decomisaron 7 kilos 200 gramos de cristal que se encontraban en el interior del compartimento de una camioneta, un laboratorio clandestino para la producción de drogas sintéticas con 65 litros de metanfetamina, 30 fusiles de asalto, 23 cargadores, un vehículo y 30 mil dólares.[100]
- 30 de abril: Durante dos días, agentes de la SIEDO apoyados por cientos de infantes de marina de la marines iniciaron diversos allanamientos domiciliarios en Mazatlán. Dos individuos fueron detenidos.[101] Sumado a esto, durante el mes de abril de 2010 se registran cerca de 205 asesinatos en el estado.[102]
- 1 de mayo: En Culiacán, Sinaloa, un comandante de la Policía municipal fue emboscado y asesinado a tiros en su patrulla en la colonia Ferrocarrilera.[103]
  - En Los Mochis, autoridades del gobierno anunciaron que 500 elementos de la Policía Federal serán desplegados en el municipio de Ahome para reforzar a la policía municipal. Menos de 150 de esos oficiales serán enviados a Los Mochis.[104]
- 14 de junio: Se registra un motín en el penal de Mazatlán, dejando como saldo 29 reos muertos, 17 los cuales eran miembros de Los Zetas, los cuales varios fueron acribillados y los demás eran miembros del Cártel de Sinaloa, así como tres internos más heridos.[105][106]
- 23-25 de junio: Una ola de violencia en el estado dejó 24 muertos, siendo los incidentes más relevantes fue el hallazgo de cinco hombres a los que ataron de pies y manos en la comunidad de Campo Carranza, Los Mochis, mientras que en la comunidad de el  Caimancito, en el municipio de Navolato, fueron descubiertos los cuerpos atados de pies y manos, con impactos de bala. Otros incidentes violentos tomaron lugar en los municipios de El Fuerte y de Mazatlán.[107][108]
- 3 de julio de 2010: Horas antes de arrancar las elecciones estatales de 2010, fueron lanzados cocteles molotov contra la casa de campaña de Jesús Vizcarra Calderón, candidato del Partido Revolucionario Institucional (PRI) a gobernador de Sinaloa dejando leves daños materiales, siendo el cuarto ataque con artefactos incendiarios, tres contra sedes del PRI y uno contra la sede del Partido de la Revolución Democrática. Esa misma noche sujetos armados irrumpieron en las instalaciones del comité municipal del PRI y hurtaron el dinero con que se pagaría a los empleados que trabajarán en esta jornada.[109][110][111]
- 21 de julio: En una serie de operativos realizados en todo el estado, el ejército Mexicano arresto a 19 personas, asegurando cuatro toneladas 256 kilos de mariguana, 24 armas de fuego, incluidas un rifle Barrett M82, un artefacto explosivo, 75 cargadores, 2,449 mil cartuchos y 30 mil 500 pesos.[112]
- 25-26 de julio: Una ola de violencia dejó como saldo 16 muertos en el estado, siendo los casos más sobresalientes el hallazgo de cuatro cuerpos en la carretera Navolato-El Castillo, al costado de la escuela Conalep y en el borde del canal hidráulico Humaya, en la zona de Bachigualatillo en el municipio de Culiacán, fue abandonada una camioneta abandonada con los cuerpos de cuatro masculinos.[113][114]
- 21 de agosto: Es asesinado en el centro de Culiacán el director de Servicios de Protección de la Secretaría de Seguridad Pública de Sinaloa, Jorge Murillo Espinoza y tres de sus guardaespaldas, siendo acribillados en pleno centro de la ciudad, dejando además dos personas lesionadas por las balas y dañando cerca de 10 vehículos y siete viviendas aledañas.[115][116]
- 1 de septiembre: Dos sujetos armados abrieron fuego contra las oficinas del periódico Noroeste, dejando únicamente daños materiales, horas antes supuestos miembros de La Línea llamaron con amenazas a los trabajadores del medio por negarse a publicar supuesta información que la organización criminal les había rebelado.[117][118] Las amenazas al medio siguieron el 3 de septiembre donde desalojaron las oficinas por una supuesta bomba, la cuál después de una revisión por parte de las fuerzas de seguridad no se encontró.[119][120]
- 12 de octubre: Un convoy de sicarios emboscaron un retén de la Policía Estatal Preventiva (PEP) y municipal de Navolato, dejando como saldo ocho oficiales muertos, tres gravemente heridos, y cinco camionetas policiales dañadas. El ataque ocurrió en el retén de La Costera, (ruta conocida por las disputas entre grupo criminales) a la altura de la localidad de Palos Verdes, ubicada en el municipio de Angostura. En otro incidente, una mujer fue asesinada en el Municipio de Choix quien fungía como defensora de oficio de la PGJE.[121][122]
- 27 de diciembre: Un ataque armado se registró en el restaurante Casa Country, ubicado en la avenida Camarón Sábalo, del puerto de Mazatlán, en pleno centro turístico de la ciudad. El ataque dejó como saldo un masculino muerto y otro gravemente herido, así como un menor afectado por una bala perdida. Horas antes se encontró el cadáver (con signos de violencia y 10 balazos en el cuerpo) de José Armando Pardo Durán de 23 años, adjunto a un narcomensaje en la colonia Gabriel Leyva, de Mazatlán.[123]
- Se confirma que el año 2010 es el año más violento en la historia reciente del estado, con aproximadamente 388 homicidios, aproximadamente un muerto al día, representando un aumento del 234% en comparación del 2009.[124]

## 2011
- 9 de enero: Durante los primeros 9 días del año se reporto la muerte de 38 personas siendo las ciudades más azotadas, Culiacán, Mazatlán y Navolato Sinaloa. El Gobernador del estado, Mario López Valdez, expuso que pese a que las cifras de homicidios dolosos en los primeros ocho días de su mandato son preocupantes, esto a pesar de su comparación con los años anteriores.[125]
- 6 de marzo: Son emboscados un convoy perteneciente de policías ministeriales pertenecientes al Grupo de reacción inmediata fueron emboscados en la carretera México 15, a la altura de la comunidad de Guayparime, municipio de Guasave dejando como saldo siete policías y un sujeto que había sido detenido muertos. Después del ataque se reporto una escaramuza y una persecución que se extendió hasta la zona urbana de Guasave, la cuál dejó pánico entre la población, pero no se informo de la detención de los atacantes.[126][127] El mismo día se confirmó un enfrentamiento cerca de Bateve, municipio de El Fuerte, dejando como saldo una persona y dos delincuentes muertos.[127]
- 21 de marzo; Son descubiertas cinco cuerpos cubiertos de plástico a la orilla de la carretera México-Nogales 15, esto en la localidad de El Burrión, municipio de Guasave.[128] Otro incidente fue el ataque a balazos al restaurante El Habaleño, ubicado en la sindicatura de El Habal, dejando únicamente daños materiales. Este fue el segundo negocio atacado en las últimas horas.[127][129]
- 28 de abril: Se reporta una serie de enfrentamientos entre grupos criminales en la zona de "Las Brisas", que se extendió hasta la localidad de "El Burrión" que dejó como saldo siete personas muertas y 15 vehículos oficiales dañados, entre ellos 10 patrullas. Asimismo, fueron atacadas las instalaciones de la Dirección de Seguridad Pública, la Presidencia municipal de Salvador Alvarado, cuatro viviendas y dos comercios recibieron múltiples disparos.[130][131][132]
- 30 de abril: Elementos del ejército mexicano aseguraron 275 paquetes de mariguana con un peso aproximado de 2,030 kilogramos y 65 costales de la misma droga con un peso de 1,040 kilogramos, además de un costal con semilla de mariguana con un peso de 33 kilos, aunque no se detuvieron sospechosos ocurrió después de una operación realizada en el municipio de Sinaloa.[133]
- 26 de mayo: Son emboscados un convoy de la Policía Estatal Preventiva, sorprendiéndolos en un entronque de la carretera Internacional México-Nogales, en la localidad de El Burrión, municipio de Guasave, dejando como saldo un oficial muerto, varios heridos. Los oficiales fueron atacados después de descubrir un tráiler que atravesaba la carretera, cuando los oficiales fueron atacados a balazos, logrando repeler a los agresores después de recibir el apoyo de refuerzos de la corporación.[126][130]

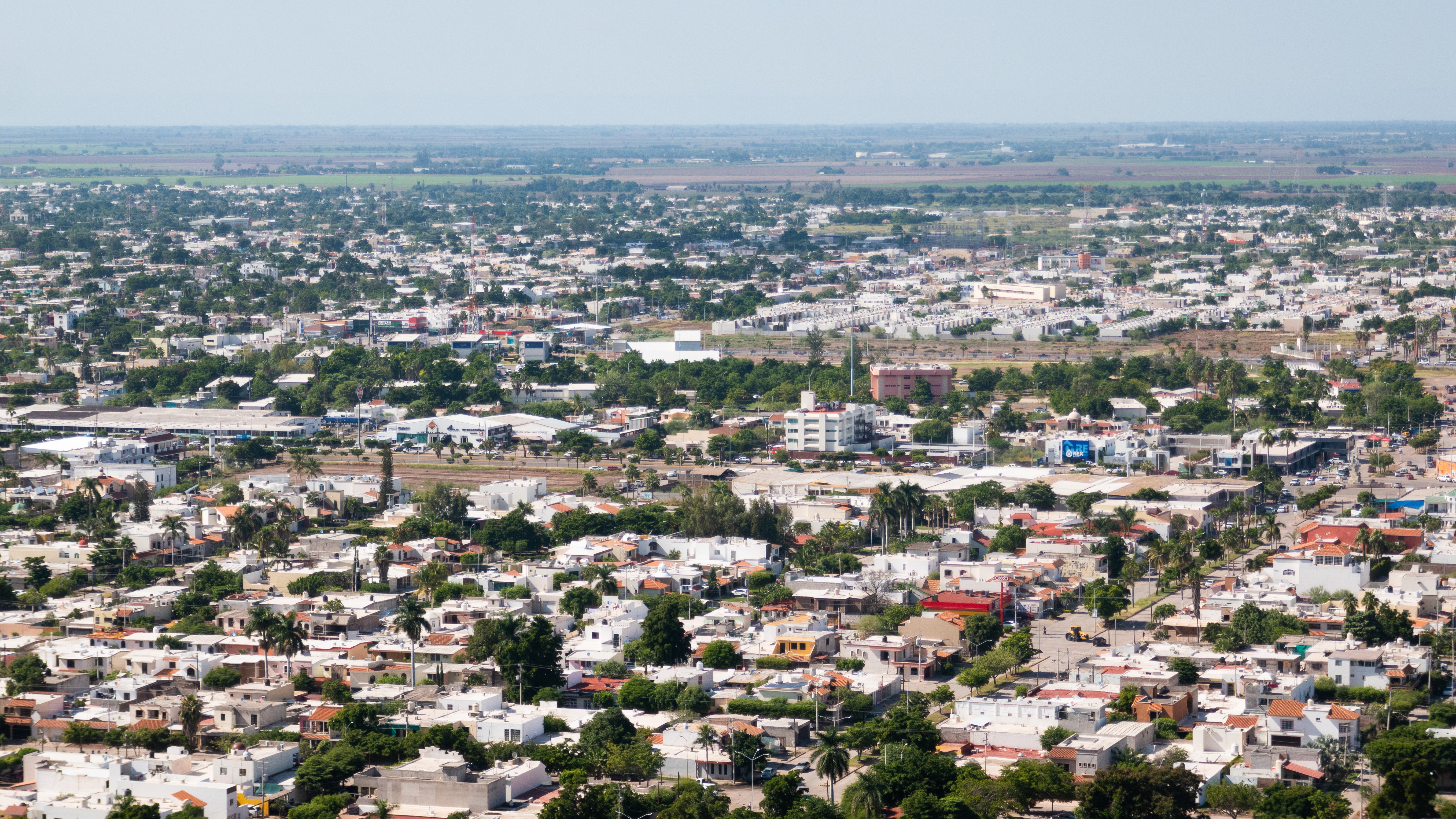
Vista aérea de la ciudad de Los Mochis

- 2 de julio: Son abandonados dos cuerpos decapitados abandonados en las oficinas de dos periódicos (El Debate y Noroeste) en la ciudad de Mazatlán, sumado a múltiples amenazas que han recibido en los meses anteriores. Los cuerpos tenían un narcomensaje dirigido al gobernador de la entidad.[134][135]
- 12 de julio: Son asesinados dos agentes de la Policía Estatal Preventiva fuera de servicio, siendo atacados cuando circulaban en un vehículo por el bulevar Emiliano zapata, en Culiacán.[136]
- 16 de julio: Son asesinados diez policías escoltas del funcionario estatal Francisco Manuel Cordova y un civil que estuvo en el fuego cruzado ocurrido en la carretera Internacional México 15, después de que sujetos armados emboscaran al convoy en el municipio de Guasave. Los oficiales se dirigían a Culiacán, tras haber asistido junto con el titular de la SSP a la ciudad de Los Mochis, el cuál no estuvo presente en el sitio del ataque ya que el funcionario se transporto a su destino en helicóptero.[126][137][138] El día anterior a la emboscada, elementos de la policía estatal fueron atacados en la colonia Juquilpan de Los Mochis, donde fueron agredidos por sujetos armados hiriendo a dos.[139]
- 24-25 de agosto: Es secuestrado en Culiacán a las 5:56 am Humberto Millán Salazar, periodista y abogado sinaloense, su hermano quien lo acompañaba y padecía de una discapacidad fue liberado poco después. Al día siguiente, su cuerpo fue encontrado en Campo Morelia, a diez kilómetros al norte de Culiacán, presentando una herida de bala en la cabeza. Humberto Millán fue una figura importante en el periodismo de investigación en Sinaloa, y era conocido por su enfoque crítico hacia la política y la seguridad en el estado, conmocionando a la sociedad y organizaciones de derechos humanos.[140][141]
- septiembre de 2011: El mes de septiembre es señalado como uno de los más violentos al contabilizar 9 muertos y 14 desapariciones y 16 autos robados tan solo del 9 al 11 de septiembre, centrándose en la ola violenta en Culiacán, Eldorado y Costa Rica.[142] Por el clima de inseguridad, los festejos del 16 de septiembre son cancelados en once municipios de la entidad.[143] El 18 de septiembre es asegurado un narcolaboratorio con 60 kilos de metanfetamina sólida, dos litros de metanfetamina y 425 litros de precursores químicos para la elaboración de droga, siendo realizada esta operación en la sindicatura de Sanalona, municipio de Culiacán.[144]
- 13 de octubre: Una serie de enfrentamientos en la ciudad de Mazatlán dejó como saldo seis presuntos delincuentes muertos, dos detenidos y un agente herido después de que a las 19:00 horas en el fraccionamiento Villa Galaxia, hombres armados despojaron a un civil de un vehículo y se toparon con agentes policíacos, con quienes se enfrentaron a balazos. En esta escaramuza hubo dos detenidos quienes condujeron a la Policía, militares y marinos, a dos casas de seguridad en el fraccionamiento Lomas del Mar, en donde fueron recibidos a balazos y con granadas, y después de varias horas de enfrentamiento en donde también se suscitó un apagón, dejando como saldo seis personas muertas. Mientras esto ocurría, en la colonia Ferrocarrilera, otro grupo de sicarios se enfrentó con elementos del Ejército mexicano, sin dejar heridos.[145]
- 4 de noviembre: Es asesinada a tiros una familia en la comunidad Tebaira, municipio de El Rosario, entre las víctimas se encuentran dos menores de siete y diecisiete años.[146]
- 5 de noviembre: Un ataque armado se registró en durante un partido de voleibol en una cancha de la colonia Díaz Ordaz en la ciudad de Culiacán, dejó como saldo a ocho personas muertas y lesionando a otras siete, momentos después dos hombres y una mujer fueron atacados a tiros en otro punto de la ciudad.[147][148] El mismo día en el municipio de Guamúchil uno de ellos colgado de un puente y desnudo que cruza la carretera internacional y los otros dos estaban abajo, semicongelados.[148]
- 24 de noviembre: Cerca de 24 cuerpos fueron abandonados dentro de dos vehículos en zonas céntricas de Culiacán, uno de los vehículos que almacenaba 17 cuerpos estaba incendiado. Entre los calcinados se encontraban tres policías y cuatro civiles los cuáles habían sido secuestrados días antes.[149][150][151] También se informó del hallazgo de cuatro cuerpos más en el poblado de Calomato, en el municipio de Mocorito y otros tres en el municipio de Salvador Alvarado, todos en el mismo estado.[151][152][153]
- 4 de diciembre: Son hallados los cuerpos de cinco personas, todas con impactos de bala comunidad y uno de los cadáveres se encontraba suspendido en un árbol, esto en la comunidad de Higuera del Veranito, municipio de Sinaloa de Leyva.[154][155]
- El año de 2011 se convirtió en el segundo año más violento después del año anterior, con más de 1907 homicidios en la entidad.[5][156][157]

## 2012
- 2-3 de enero: Cuatro presos considerados de alta peligrosidad escaparon del penal de Culiacán, descubriendo su ausencia justo después de que los guardias realizaran el pase de lista en la mañana del tres de enero, notando la ausencia de los delincuentes.[158]
- 12 de enero: Dos cabezas humanas y un narcomensaje firmado por el cártel de Sinaloa fueron encontrados cerca de un vehículo en llamas donde se encontraban los cuerpos, esto en una calle aledaña al centro comercial Santa Fe, ubicado en la delegación Cuajimalpa.[159][160]
- En enero de 2012 se registraron 101 homicidios, presentando un descenso de cerca del 40% de las muertes violentas en comparación al año pasado.[161]
- 23 de marzo: Militares pertenecientes a la III Región Militar y 9/a. Zona Militar decomisaron 981 paquetes de marihuana con un peso aproximado de 9 toneladas y 500 kilogramos, dos cisternas y dos tracto camiones, esto después de un operativo realizado en una bodega ubicada en la colonia Aquiles Serdán, ciudad de Culiacán. El operativo tuvo lugar después de que se reportara una explosión en el inmueble, dejando a una persona sin vida.[162] En el pasado mes de enero se había decomisado una tonelada del enervante en un inmueble en el municipio de Mocorito.[163]
- 2 de marzo: Un ataque contra un centro de rehabilitación y especialidades en Culiacán dejó como saldo cinco personas muertas, entre las víctimas se encuentran la esposa de un policía, el cual sería el presunto blanco del ataque. En otro punto de la ciudad fueron asesinados dos sujetos que se transportan en una camioneta.[164][165]
- 9 de marzo: Ocho cuerpos fueron hallados en las cercanías del municipio de Navolato, tres de ellos encontrados en una carretera que conecta la cabecera municipal con el puerto de Altata.[166]
- 26 de abril-5 de mayo: En un importante operativo que terminó en un enfrentamiento entre delincuentes y elementos del ejército mexicanos y policías municipales dejó como saldo cinco sicarios, un militar y el policía Héctor Germán Ruiz Villar muertos, así como cuatro militares, y un indeterminado número de delincuentes heridos.[167] El enfrentamiento que tomo lugar sindicatura de Bacayopa, entre las comunidades de San Simón y Potrero de los Fierro, en la zona del municipio de Choix, después de múltiple denuncias de enfrentamientos entre integrantes de los carteles de los Zetas y los Beltrán Leyva, que ingresaron por la zona montañosa, colindante con el estado de Chihuahua para eliminar a un lugarteniente del cártel de Sinaloa en esa región.[167][168][169] Horas después se registra otro enfrentamiento en el rancho de "El Carrizo" que dejó nueve sicarios muertos,[167][170] mientras que el 29 de abril varios delincuentes tomaron por asalto las localidades de Rancho de los Cabrera, Sinaloa municipio, Las Tatemas, San Simón, Potrero de los Fierro, Chinobampo, Yecorato, Casas Viejas entre otras, aumentando el número de criminales de 16 a 22 muertos confirmados y varias familias que resultaron desplazadas.[167][171][172] Los enfrentamientos siguieron hasta el 5 de mayo cuando una fuerza conjunta de policías municipales, estatales, federales y militares pudieron tomar el control de la sierra de Choix, decomisando camionetas clonadas usadas por criminales dos rifles Barrett M82, una ametralladora Browning calibre 50, 15 fusiles AK-47, una AR-15, ocho pistolas, 118 cargadores y 5,823 tiros útiles.[167][173] El 2 de mayo se registraría otro enfrentamiento  derivado de un operativo entre militares y la policía federal en la localidad de Estación Bamoa, municipio de Guasave dejó como saldo diez sicarios y dos militares muertos.[174][175][176] Después del enfrentamiento al menos 13 policías municipales de Guasave fueron detenidos por presuntos nexos con el narcotráfico.[177] El número de bajas no fue claro, confirmándose 22 delincuentes muertos, aunque de manera extraoficial se contabilizaron de 40 a 50 muertos.[167][178]
- 18-19 de junio: Una ola de violencia dejó como saldo 12 personas muertas, siendo el incidente más grave ocurrió en Loma Linda, Culiacán dejando como saldo tres jóvenes muertos.[179] Al día siguiente dos civiles que habían sido desplazados fueron asesinados en la localidad de San José de los Hornos, municipio de Sinaloa sumando a cinco personas muertas en menos de dos días.[180]
- 9 de julio: Una emboscada y posterior enfrentamiento perpetrado por miembros del brazo armado Los Mazatlecos dejó como saldo siete policías y cuatro delincuentes muertos (entre ellos Juan Pablo Lizárraga aliás "El Cien", líder del brazo armado), así como cuatro policías que fueron heridos, posteriormente fueron evacuados en helicópteros a hospitales cercanos.[181] El ataque tomo lugar en la carretera Los Mochis-El Fuerte a la altura de la comunidad de Tetamboca, cuando los uniformados regresaban del municipio de Choix, el cuál tuvo un importante repunte de violencia que incluyó el asesinato del jefe de policía municipal el mes pasado.[182][183]
- 25 de julio: Es asesinado a tiros Jesús Alfredo Cuén Ojeda, hermano del político y fundador del partido Partido Sinaloense, Héctor Melesio Cuén Ojeda. El ataque tuvo lugar cerca de una plaza comercial en Culiacán, además se reporto a un acompañante herido.[184][185]
- 9 de octubre: En los primeros días del mes de octubre, una ola de violencia dejó más de 34 muertos en el estado, incluyendo doce en la ciudad turística de Mazatlán.[186]
- 13 de octubre: Es asesinado Manuel Torres Félix alías "El M1", "El 14" o "El Ondeado", uno de los principales líderes del Cártel de Sinaloa, siendo abatido después de un enfrentamiento entre elementos del Ejército mexicano y delincuentes en un camino que conduce al sitio de Oso Viejo, en la localidad de Quilá, Culiacán. "El M1" había sido agregado a la lista de los delincuentes más buscados del país meses antes de su muerte, ofreciendo 3 millones de pesos por cualquier información que diera a su captura.[187][188]
- 24 de noviembre: Ese día se registraron tres enfrentamientos en los poblados de El Palmar de los Leal y El Progreso, municipio de Mocorito, y Caitime, municipio de Salvador Alvarado, siendo el incidente más grave un enfrentamiento ocurrido en Palmar de los Leal, donde murieron cuatro personas incluidos María Susana Gámez Flores, Señorita Sinaloa 2012 y un militar.[189][190][191] A mediados de mes, se informo del desplazamiento de civiles de pertenecientes a varias localidades del norte del Mazatlán.[192] En diciembre de 2012, según el diario La Jornada se han registrado desplazamientos en 12 de los 18 municipios de la entidad, debido a la disputa entre cárteles.[193]
- 24 de diciembre: Miembros de los Beltrán Leyva y los Zetas asesinaron a nueve personas (de las cuales una fue decapitada) en la comunidad de Platanar de los Ontiveros, municipio de Concordia. Doce días antes habían sido emboscados  en la carretera que conduce hacia la Puerta de San Marcos, perteneciente a la sindicatura de La Noria, del municipio de Mazatlán, dejando dos policías muertos y cinco más heridos.[194][195][196]